# Aharon Ipalé
Aharon Ipalé (Marokko, 27 december 1941 – Ramat Gan, 27 juni 2016) was een Israëlisch acteur.

## Levensloop en carrière
Ipalé begon zijn carrière in 1963. In de jaren 70 speelde hij in onder meer gastrollen in Charlie's Angels en Kojak. In The Mummy en zijn vervolg uit 2001 speelde hij de rol van farao Seti I. Hij had ook een kleine rol in Charlie Wilson's War.
Hij overleed in 2016 op 74-jarige leeftijd.

## Filmografie (selectie)
- Fiddler on the Roof, 1971
- Ishtar, 1987
- The Mummy, 1999
- The Mummy Returns, 2001
- Alias, 2001-2002 (televisieserie)
- Charlie Wilson's War, 2008
- The Promise, 2016